# Espai
|  | Per a altres significats, vegeu «Espai (desambiguació)». |

L'espai físic és l'espai infinit on es troben els objectes i en el qual els esdeveniments que ocorren tenen una posició i direcció relatives. L'espai físic contempla el que habitualment és concebut amb plans de dues dimensions lineals, i en cossos geomètrics de tres dimensions, tot i que els físics moderns usualment el consideren, junt amb el temps, com una part d'un infinit continu de quatre dimensions conegut com a espaitemps. En matemàtiques, s'examinen espais amb diferent nombre de dimensions i amb diferents estructures subjacents. El concepte d'espai és considerat de fonamental importància per a una comprensió de l'univers físic, encara que hi hagi continus desacords entre filòsofs sobre si és una entitat, una relació entre entitats o bé part d'un marc conceptual.
Moltes d'aquestes qüestions filosòfiques van sorgir el segle xvii durant el desenvolupament primerenc de la mecànica clàssica. Segons Isaac Newton, l'espai era absolut, en el sentit que era permanent i existia independentment de la matèria. En canvi, els filòsofs naturalistes, com Gottfried Leibniz, pensaven que l'espai era una col·lecció de relacions entre objectes, donada per la seva distància i direcció des d'un altre. En el segle xviii, Immanuel Kant va descriure l'espai i el temps com a elements d'un marc sistemàtic que els éssers humans usen per a estructurar les seves experiències.
En els segles XIX i XX, els matemàtics van començar a examinar la geometria no euclidiana, l'espai del qual pot dir-se que és corb més que pla. D'acord amb la teoria general de la relativitat d'Albert Einstein, l'espai al voltant dels camps gravitatoris es desvia de l'espai euclidià. Les proves de la relativitat general han confirmat que l'espai no euclidià proveeix un millor model per a descriure la forma de l'espai.

## Filosofia de l'espai

### Leibniz i Newton
En el segle xvii, la filosofia de l'espai i el temps va emergir com un tema central en epistemologia i metafísica. Gottfried Leibniz, filòsof i matemàtic alemany, i Isaac Newton, físic i matemàtic anglès, van elaborar dues teories oposades del que és l'espai. En comptes de ser una entitat que existeix independentment de (i per sobre) la matèria, Leibniz va sostenir que l'espai no és més que una col·lecció de relacions espacials entre objectes al món: space is that which results from places taken together. Les regions desocupades són aquelles que podrien tenir objectes en elles, i així relacions espacials amb altres llocs. Per a Leibniz, en canvi, l'espai era una abstracció idealitzada de les relacions entre les entitats individuals o les seves possibles localitzacions; llavors, no seria continu, sinó discret.
L'espai podria pensar-se de manera similar a les relacions entre els membres d'una família. Encara que les persones d'una família estan relacionades entre si, les relacions no existeixen independentment de la gent.
Leibniz va sostenir que l'espai no podria existir independentment dels objectes al món perquè això implicaria una diferència entre dos universos exactament iguals excepte per la localització del món material en cada univers. Tampoc, però, no hi hauria manera de distingir-los entre si, ja que, conforme amb el principi d'identitat dels indiscernibles, no hi hauria cap diferència real entre aquests. D'acord amb el principi de raó suficient, qualsevol teoria de l'espai que impliqui la possibilitat que existeixin aquests dos universos hauria de ser incorrecta.

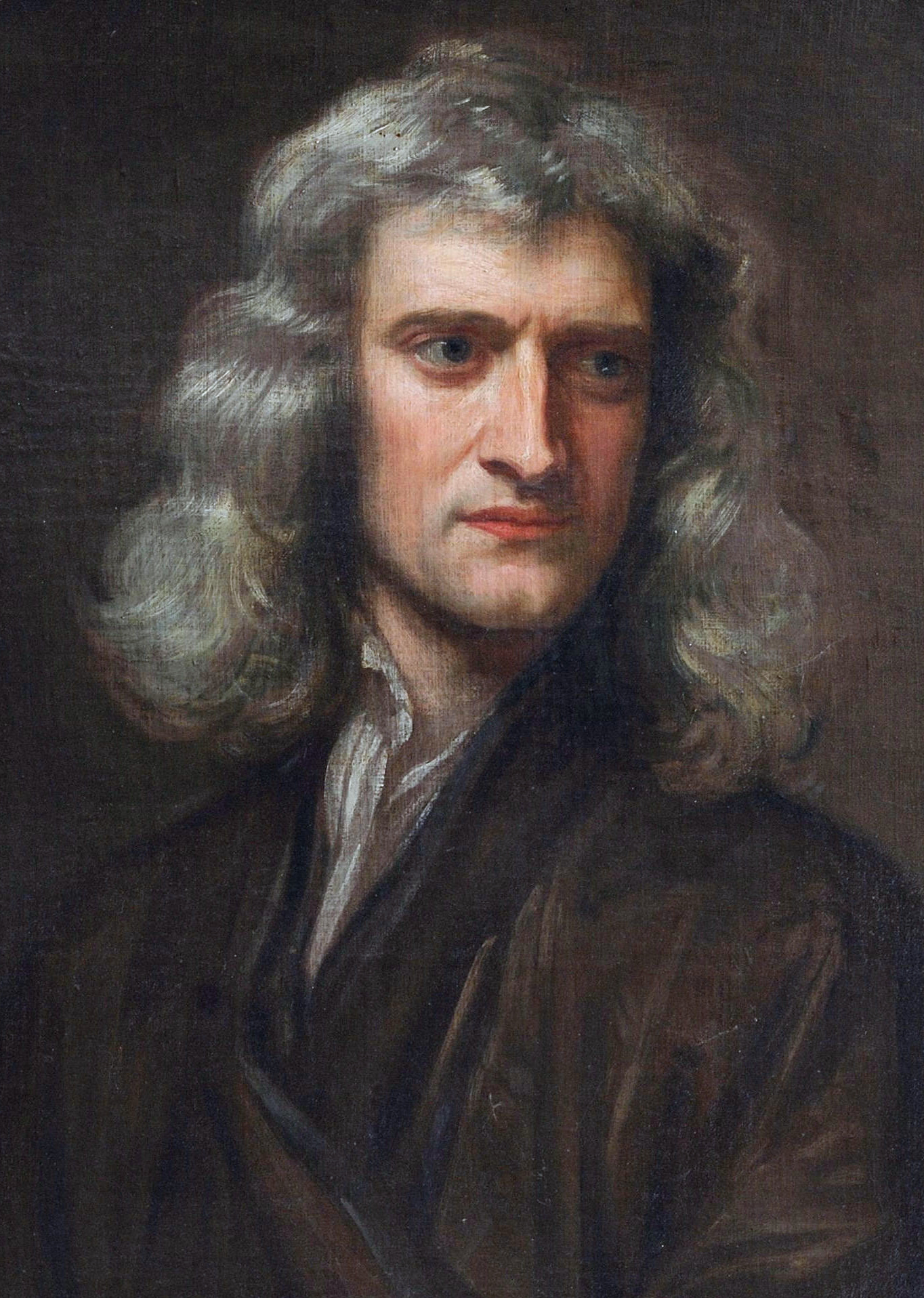
Isaac Newton

Newton va prendre l'espai com alguna cosa més que les relacions entre els objectes materials i va basar la seva posició en l'observació i l'experimentació. Per a un relativista pot no haver-hi diferència entre moviment inercial, en el qual els objectes viatgen a una velocitat constant, i moviment no inercial, en el qual la velocitat canvia amb el temps, ja que tots els mesuraments espacials són relatius a altres objectes i els seus moviments. Newton, però, va sostenir que com que el moviment no inercial genera forces, aquest ha de ser absolut. Va usar l'exemple de l'aigua en un cub girant per demostrar el seu argument: l'aigua en un galleda penjada d'una soga i posada a girar, comença amb una superfície plana. Després d'un temps, com que el cub continua girant, la superfície de l'aigua es fa còncava. Si el gir del cub es deté, llavors la superfície de l'aigua continua sent còncava, ja que continua girant. La superfície còncava, per tant, no és pel que sembla el resultat del moviment relatiu entre el cub i l'aigua. En lloc d'això, ha de ser el resultat de moviment no inercial en relació amb l'espai mateix. Durant diversos segles, l'argument de cub va ser decisiu per a demostrar que l'espai ha d'existir independentment de la matèria.

### Kant
En el segle xviii, el filòsof alemany Immanuel Kant va desenvolupar la teoria del coneixement en la qual el coneixement sobre l'espai pot ser alhora a priori i sintètic. Segons Kant, el coneixement sobre l'espai és sintètic, ja que les afirmacions sobre l'espai no són simplement verdaderes en virtut del significat de les paraules en la declaració. En el seu treball, Kant va rebutjar la visió que l'espai ha de ser una substància o relació; en canvi, va arribar a la conclusió que l'espai i temps no són descoberts pels humans per ser característiques objectives del món, però són part d'un marc sistemàtic inevitable per a l'organització de les nostres experiències.

### Geometria no euclidiana

La geometria esfèrica és similar a la geometria el·líptica. A la superfície d'una esfera no hi ha línies paral·leles

Els Elements d'Euclides contenen cinc postulats que són la base de la geometria euclidiana. Un d'aquests, el postulat dels paral·lels, ha estat matèria de debat entre els matemàtics durant molts segles: postula que en qualsevol pla sobre el qual hi ha una línia recta L1 i un punt P fora d'aquella L1 hi ha només una línia recta L₂ sobre el pla que passa per aquest punt P i és paral·lela a L1. Fins al segle xix, pocs dubtaven de la veracitat d'aquest postulat, malgrat el debat centrat en si era necessari com un axioma, o si es tractava d'una teoria que podria derivar-se dels altres axiomes. Al voltant de 1830, l'hongarès János Bolyai i el rus Nikolai Ivànovitx Lobatxevski van publicar separadament tractats sobre un tipus de geometria que no incloïa el postulat dels paral·lels, anomenada geometria hiperbòlica. En aquesta geometria, un nombre infinit de línies paral·leles passa a través del punt P. Conseqüentment, la suma dels angles d'un triangle és menor de 180° i la circumferència d'un cercle en relació amb el seu diàmetre és major que pi. En la dècada de 1850, Bernhard Riemann va desenvolupar una teoria equivalent anomenada geometria el·líptica, en la qual no passen línies paral·leles a través de P: en aquesta geometria, els angles dels triangles sumen més de 180° i els cercles tenen una raó entre la circumferència i el diàmetre menor que pi.
| Tipus de geometria | Nombre de paral·lels | Suma d'angles en un triangle | Raó entre la circumferència i el diàmetre d'un cercle | Mesura de curvatura |
| ------------------ | -------------------- | ---------------------------- | ----------------------------------------------------- | ------------------- |
| Hiperbòlica        | Infinit              | < 180°                       | > π                                                   | < 0                 |
| Euclidiana         | 1                    | 180°                         | π                                                     | 0                   |
| El·líptica         | 0                    | > 180°                       | < π                                                   | > 0                 |

### Gauss i Poincaré

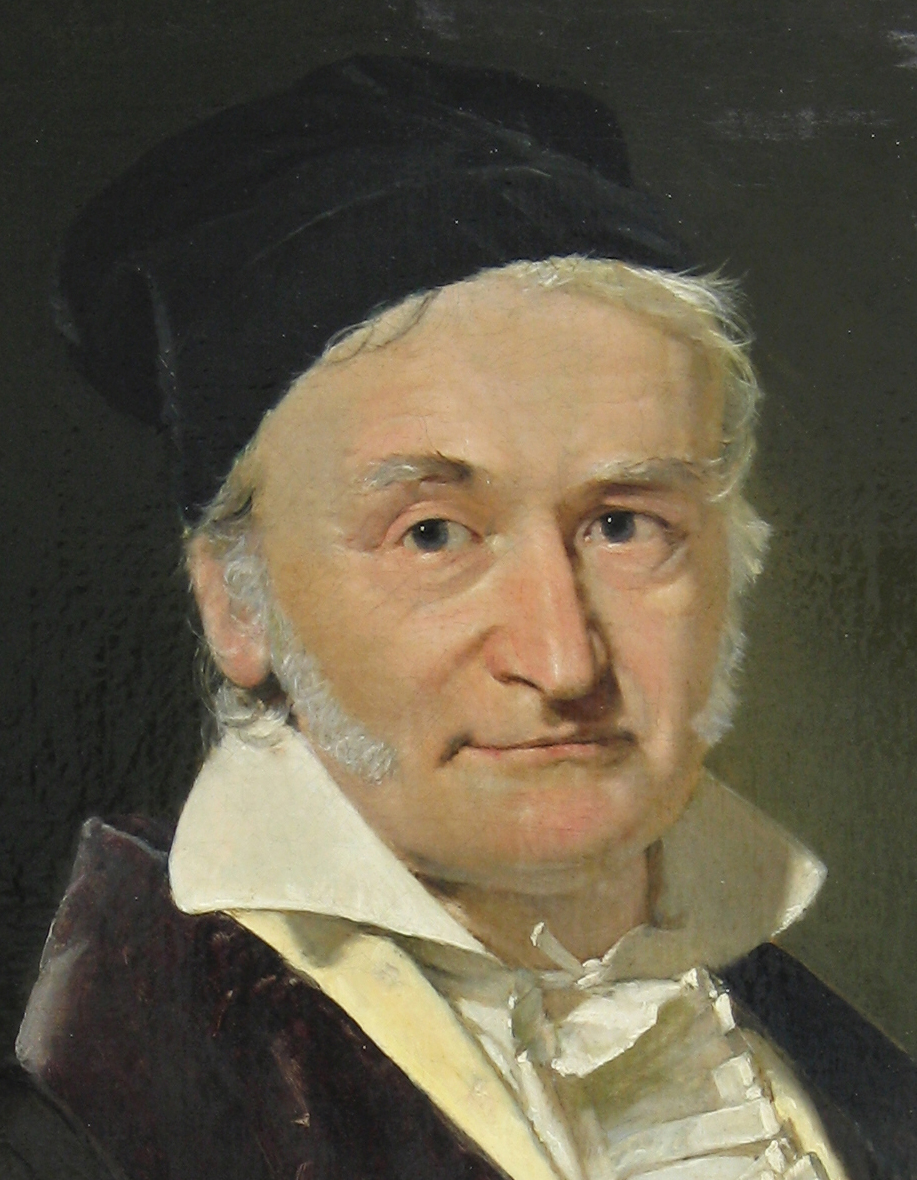
Carl Friedrich Gauß

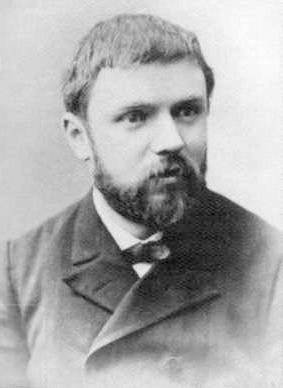
Henri Poincaré

Encara que hi va haver un consens predominantment kantià en el moment, una vegada que les geometries no euclidianes s'havien formalitzat, alguns van començar a preguntar-se si l'espai físic és corb o no. Carl Friedrich Gauss, matemàtic alemany, va ser el primer a considerar una investigació empírica de l'estructura geomètrica de l'espai: va pensar a fer una prova de la suma dels angles d'un triangle estel·lar enorme i hi ha informes que realment va dur a terme una prova, en petita escala, triangulant cims de muntanyes a Alemanya.
Henri Poincaré, matemàtic i físic francès del segle xix, va introduir una idea important en la qual va intentar demostrar la inutilitat de qualsevol intent de descobrir quina geometria s'aplica a l'espai mitjançant un experiment. Segons el seu parer, els científics s'enfrontarien a una difícil situació si es confinessin a la superfície d'una gran esfera imaginària amb propietats particulars, coneguda com a esfera-món. En aquest món, la temperatura sol variar de tal manera que tots els objectes s'expandeixen i es contrauen en proporcions similars en diferents llocs de l'esfera. Amb una adequada caiguda de la temperatura, si els científics tractessin d'usar vares de mesurar per a determinar la suma dels angles d'un triangle, podrien ser portats a pensar erròniament que habiten un món pla en comptes d'una superfície esfèrica. De fet, els científics no poden determinar, en principi, si habiten en un món pla o esfèric i, va sostenir Poincaré, el mateix ocorre per al debat sobre si l'espai real és euclidià o no. Per a ell, la geometria del qual es va utilitzar per a descriure l'espai, era una qüestió de convencionalisme. Com que la geometria euclidiana és més simple que la no euclidiana, va assumir que la primera sempre s'utilitza per a descriure la "verdadera" geometria del món.

### Einstein

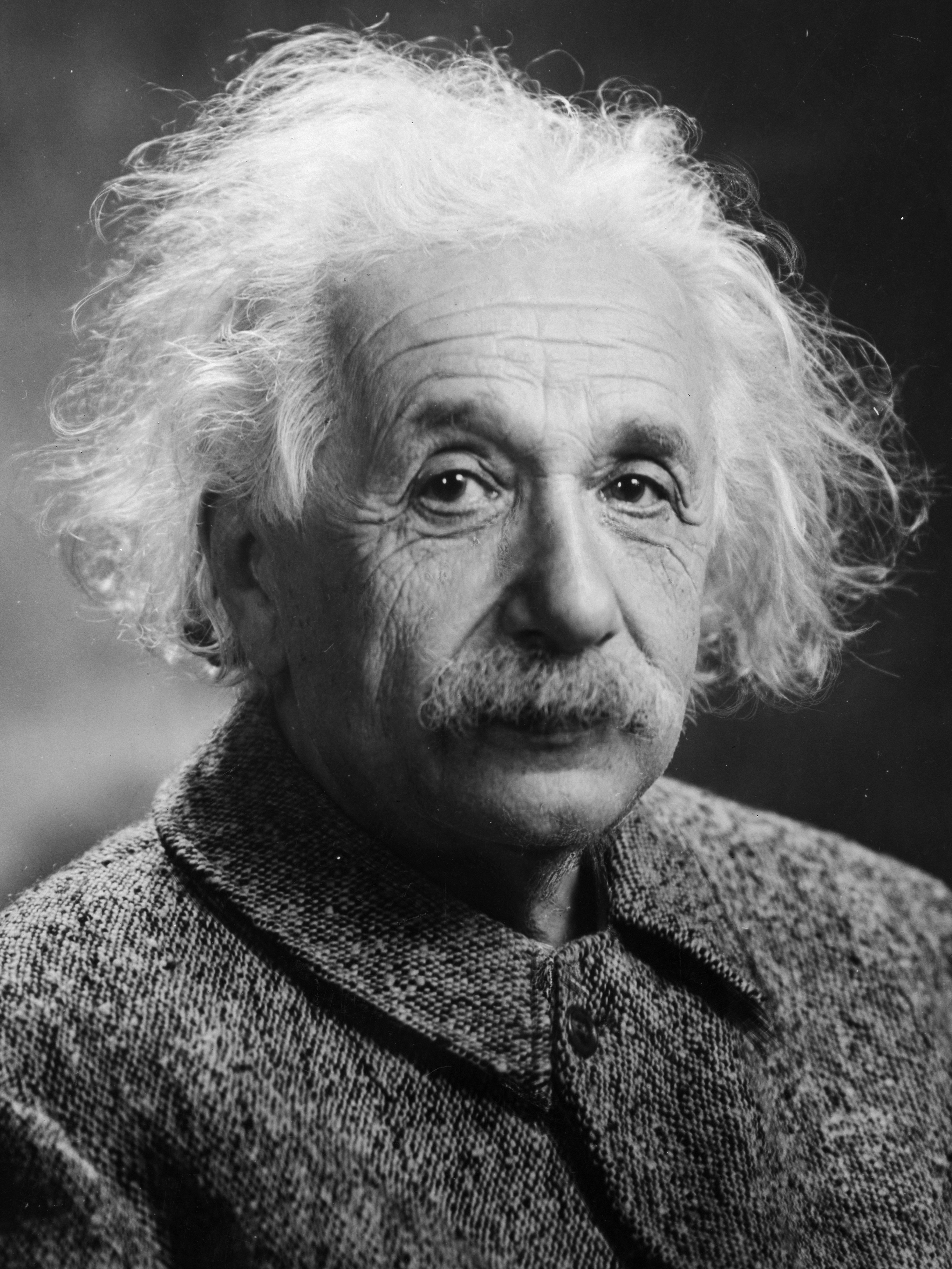
Albert Einstein

El 1905, Albert Einstein va publicar un document sobre una teoria de la relativitat especial, en el qual proposava que l'espai i el temps es combinaven en una única construcció coneguda com a espaitemps. En aquesta teoria, la velocitat de la llum en el buit és la mateixa per a tots els observadors, per la qual cosa resulta que dos esdeveniments que semblen simultanis per a un observador particular no ho seran per a un altre observador si ambdós estan en moviment l'un respecte de l'altre. D'altra banda, un observador veurà un rellotge en moviment funcionar més lentament que un d'estacionari respecte a ells, i les mesures dels objectes tendeixen a reduir-se en la direcció en la qual hi ha el moviment respecte a l'observador.
En els deu anys següents, Einstein va treballar en una teoria general de la relativitat que descriu com la gravetat interacciona amb l'espaitemps. En comptes de veure la gravetat com un camp de forces actuant en l'espaitemps, Einstein va suggerir que aquesta modifica l'estructura geomètrica del darrer. D'acord amb la teoria general, el temps va més a poc a poc en llocs amb menor potencial gravitatori i els raigs de llum es desvien en presència d'un camp gravitatori. Alguns científics han estudiat la conducta dels púlsars binaris, confirmant les prediccions de les teories d'Einstein. La geometria no euclidiana és en general utilitzada per a descriure l'espaitemps.

## Matemàtiques
En la matemàtica moderna, els espais matemàtics estan definits com a conjunts amb alguna estructura afegida; freqüentment, es descriu com els diferents tipus de varietats, que són espais que s'aproximen a l'espai euclidià, les propietats dels quals es defineixen en gran manera per la connexió local dels punts que es troben en cada una d'aquests. Tanmateix, hi ha molts objectes matemàtics diversos que són anomenats espais: per exemple, els espais de funcions en general no tenen estreta relació amb l'espai euclidià.

## Física

### Mecànica clàssica
L'espai és una de les poques magnituds fonamentals de la física, en el sentit que no es pot definir mitjançant altres magnituds físiques fonamentals, ja que actualment no es coneix res més fonamental. D'altra banda, pot estar relacionada amb altres magnituds fonamentals: així, com altres magnituds fonamentals (com el temps i la massa), l'espai pot ser explorat mitjançant la mesura i l'experimentació.

### Astronomia
L'astronomia és la ciència relacionada amb l'observació, anàlisi i mesurament dels objectes de l'espai exterior.

### Relativitat
Abans del treball d'Albert Einstein en física relativista, l'espai i el temps eren vistos com a dimensions independents. Els descobriments d'Einstein van demostrar que aquests poden combinar-se matemàticament en un objecte anomenat espaitemps. Resulta que les distàncies en l'espai o en el temps separadament no són invariants respecte de la transformació de coordenades de Lorentz, però sí que ho són les distàncies en l'espaitemps de Minkowski al llarg d'intervals d'espaitemps.
A més, el temps i les dimensions de l'espai no s'han de veure com l'equivalent exacte en l'espaitemps de Minkowski. Un pot moure's lliurement en l'espai però no en el temps: així, el temps i les coordenades de l'espai són tractats de manera diferent en la relativitat especial (en què el temps de vegades es considera una coordenada imaginària) i en la relativitat general (en què se n'usen de diferents per als components espacials i temporals de la mètrica de l'espaitemps).
Finalment, en la teoria de la relativitat general d'Einstein es postula que l'espaitemps està distorsionat geomètricament (corbat) a prop de masses gravitacionalment significatives.
Hi ha experiments en curs per a intentar mesurar directament ones gravitacionals. Això són essencialment solucions a les equacions de la relativitat general, que descriuen ones de l'espaitemps en moviment. Proves indirectes d'això s'han trobat en el moviment dels sistemes binaris d'Hulse-Taylor.

### Cosmologia
La teoria de la relativitat condueix a la qüestió cosmològica de quina és la forma de l'univers i d'on procedeix l'espai. Sembla que l'espai va ser creat en el big-bang i s'ha expandit des de llavors. La forma general de l'espai no es coneix, però se sap que l'espai es va expandir molt ràpidament a causa de la inflació còsmica. Alan Guth, conegut per la seva teoria de la inflació, va presentar les primeres idees en un seminari a l'Stanford Linear Accelerator Center el gener de 1980.

## Mesura espacial
La mesura de l'espai físic ha estat important des de fa molt de temps. Encara que en les societats anteriors s'havien desenvolupat sistemes de mesura, el sistema internacional d'unitats (SI) és actualment el més comunament utilitzat en la mesura de l'espai, i és gairebé universalment utilitzat dins de la ciència.
En l'actualitat, l'interval d'espai estàndard, anomenat metre patró o simplement metre, és definit com la distància recorreguda per la llum en el buit durant un interval d'exactament un 1 / 299.792.458 de segon. Aquesta definició, junt amb la definició actual de segon, es basa en la teoria de la relativitat especial, en la qual la velocitat de la llum exerceix el rol de constant fonamental de la natura.

## Geografia
La geografia és la branca de la ciència relacionada amb la identificació i descripció de la Terra utilitzant la consciència espacial per a tractar d'entendre per què les coses existeixen en llocs específics. La cartografia és l'assignació d'espais per a permetre una millor navegació, per a propòsits de visualització i d'actuar com un dispositiu de localització. La geoestadística empra conceptes estadístics per a la recol·lecció de dades espacials a fi de crear una estimació dels fenòmens observats.
L'espai geogràfic és habitualment considerat com el terreny que pot ser apropiat (en aquest cas, és vist com una finca, parcel·la o territori). Mentre que algunes cultures basen les seves lleis en la propietat privada de l'espai, d'altres s'identifiquen amb enfocaments comunals de la propietat de la terra i d'altres, com els aborígens australians, en comptes de considerar la terra com a propietat, inverteixen la relació i es consideren propietat de la terra que habiten.
La propietat de l'espai no està restringida a la terra. La propietat de l'espai aeri i de les aigües internacionals és decidida internacionalment. Altres formes de propietat han estat recentment establertes en altres espais; per exemple, les bandes de freqüència de ràdio de l'espectre electromagnètic o el ciberespai.
L'espai públic és el lloc on qualsevol persona té el dret de circular, en oposició als espais privats, on el pas pot ser restringit (generalment, per criteris de propietat privada, reserva governamental o d'altres). Per tant, és aquell espai de propietat, domini i ús públic.

## Psicologia
Els psicòlegs van començar a estudiar per primera vegada com es percep l'espai a la meitat del segle xix. Tot el que concerneix a aquests estudis és ara una branca de la psicologia. Els psicòlegs analitzen la percepció de l'espai amb relació a com reconeixem un objecte físic o percebem les seves interaccions.
Els estudis més especialitzats inclouen la percepció amodal i la permanència dels objectes. La percepció dels voltants és important a causa de la seva rellevància necessària per a la supervivència, especialment respecte a la caça i l'autoconservació, així com per a la idea de l'espai personal.
S'han trobat fòbies relacionades amb l'espai, incloent-hi l'agorafòbia (la por dels espais oberts), l'astrofòbia (la por a l'espai celeste) i la claustrofòbia (la por als espais tancats).